# 杨家大厅
杨家大厅位于安徽省黄山市歙县斗山街15号，已列为黄山市文物保护单位。
杨家大厅，由杨氏先祖，明宣德五年进士、江西巡抚、礼部尚书、南京刑部尚书杨宁始建。前后三进。